# Chelonus puerilis
Chelonus puerilis är en stekelart som först beskrevs av Papp 1989.  Chelonus puerilis ingår i släktet Chelonus och familjen bracksteklar. Inga underarter finns listade i Catalogue of Life.